# Museu regional renà de Trèveris
El Museu regional renà de Trèveris (en alemany: Rheinisches Landesmuseum Trier), amb una àrea d'exposició de més de 3.000 m², és el museu més gran de Trèveris, i és a la vegada un dels museus arqueològics més importants d'Alemanya.
La seva col·lecció s'estén des de la prehistòria, passant per l'Imperi Romà, l'edat mitjana fins al barroc. Sobretot es dedica al passat romà de la ciutat més antiga a Alemanya (Augusta dels Trèvers).